# بلدة مقرن

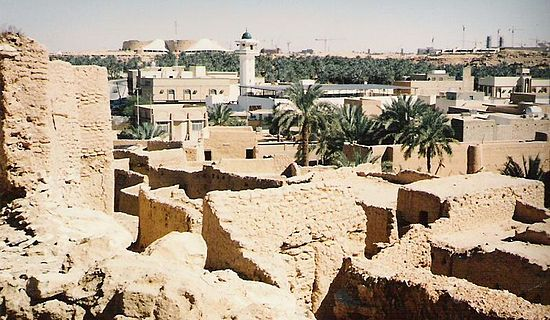

مقرن (بلدة مقرن) أو ميقرن، والمعروفة أيضًا باسم **رياض مقرن**، كانت واحدة من البلدات الرئيسية في الضواحي الجنوبية لما يُعرف اليوم بمدينة الرياض، المملكة العربية السعودية، إلى جانب بلدة معكال. نشأت هذه البلدات من أنقاض **حجر اليمامة** في أواخر القرن السادس عشر، وشكّلت جزءًا حيويًا من منطقة **الرياض القديمة**.يُعتقد أن اسمها يعود إلى الأمير العربي **مقرن بن زامل** الذي عاش في القرن السادس عشر.
كانت **مقرن** تشكل جزءًا كبيرًا من الأحياء الحالية في الرياض، مثل **حلة الظهيرة و (حي الديرة (الرياض))** و**الشميسي**. وقد كانت لوقت طويل منافسًا قويًا لجارتها معكال، كما كانت واحدة من أكثر القرى ازدهارًا في **إقليم اليمامة**، إلى جانب **الدرعية، العيينة، و منفوحة**.كانت مقرن مجاورة لبلدة معكال و كان بينهم حروب و مناوشات قال «خالد بن أحمد السليمان»: إن «معكال» بلدة عامرة قديمة مند أكثر من سبعة قرون، وكانت تشكل مع «مقرن» البلدة المجاورة لها الرياض القديمة في القرن الثاني عشر الهجري , وفي الحروب التي قامت بين معكال ومقرن، يقول أحد الشعراء:
يا ما حلى والشمس باد شعقها
ضرب الهنادي بين مقرن ومعكال